# Devetstrana prizma
| Devetstrana prizma          | Devetstrana prizma             |
| --------------------------- | ------------------------------ |
|                             |                                |
| vrsta                       | prizmatični uniformni polieder |
| stranske ploskve po straneh | 2 devetkotnika 9 kvadratov     |
| elementi                    | F = 11, E = 27, V = 18 (χ = 2) |
| konfiguracija oglišča       | 9.4.4                          |
| Wythoffov simbol            | 2 9 \|2                        |
| Coxeter-Dinkinov diagram    |                                |
| simetrija                   | D9h, [9,2],(*922), reda 36     |
| vrtilna grupa               | D9, [9,2]+, (922) reda 18      |
| dual                        | devetstrana bipiramida         |
| značilnosti                 | konveksna polpravilna          |
| (slika oglišč)              |                                |

Devetstrana prizma je v geometriji sedma od neskončne množice prizem.
Njene stranske ploskve so pravilne. Spada med polpravilne poliedre.